# Liechtensteiner Cup 1975/76
Der Liechtensteiner Cup 1975/76 war die 31. Austragung des Fussballpokalwettbewerbs der Herren in Liechtenstein. Der USV Eschen-Mauren gewann erstmals den Titel.

## Teilnehmende Mannschaften
Folgende sieben Mannschaften nahmen am Liechtensteiner Cup teil:
| - FC Schaan - FC Vaduz - FC Ruggell - FC Triesenberg | - FC Balzers - USV Eschen-Mauren - FC Triesen |

## 1. Vorrunde
Der FC Triesen hatte für diese Runde ein Freilos. 
|                   | Ergebnis |            |
| ----------------- | -------- | ---------- |
| FC Balzers        | 3:2      | FC Schaan  |
| FC Triesenberg    | 0:2      | FC Vaduz   |
| USV Eschen-Mauren | 3:0      | FC Ruggell |

## Halbfinale
|                   | Ergebnis        |            |
| ----------------- | --------------- | ---------- |
| USV Eschen-Mauren | 4:1             | FC Vaduz   |
| FC Triesen        | 5:5 (2:4 n. E.) | FC Balzers |

## Finale
Das Finale fand am 19. April 1976 in Eschen statt.
| Datum      |                   | Ergebnis |            |
| ---------- | ----------------- | -------- | ---------- |
| 19.04.1976 | USV Eschen-Mauren | 3:1      | FC Balzers |